# Ensaïmada
Una ensaïmada és un producte de rebosteria dolça de massa panificada, típic de Mallorca. El saïm o llard de porc és l'ingredient del qual deriva el nom. Té una forma de caragol, fet a partir de pasta estirada i enrodillada que es caragola en forma d'espiral, salpicada de sucre en pols, quan es refredada.
Originària de Mallorca, és documentada a partir del segle xviii i exportada amb succés a altres indrets. És probable que a l'origen sigui un dolç jueu, al qual es va afegir saïm de porc per a desjudaïtzar-lo. El 1996 va rebre una denominació específica i l'abril va ser reconeguda com a Indicació Geogràfica Protegida (IGP). La denominació d'origen (DO) roman difícil per atènyer, perquè no hi ha poc o gaire producció balear de blat.
Tot i que hi ha moltes formats i variants, la IGP defineix dues menes:
- Ensaïmada de Mallorca que no porta cap tipus de farcit.
- Ensaïmada de Mallorca de cabell d'àngel, farcida de cabell d'àngel.

El 2023 hi va haver-hi un petit escàndol de frau quan es van descobrir als aeroports de Mallorca i Eivissa ensaïmades industrials congelades, fetes fora de les Balears i venudes com artesanes.

## Recepta
La massa es fa a base de farina de força, massa mare, el sucre i l'aigua, fins que s'obté una pasta homogènia. Es deixa en repòs en un lloc temperat. Quan ha duplicat el volum s'hi afegeixen els ous, un per un, i si escau la resta de farina. Es pasta fins que sigui consistent. Es deixa reposar uns vint minuts. Després s'estira la pasta fins que queda fina, s'hi posa un poc de saïm i s'enrotlla. Es posa en forma d'espiral. Es deixa tovar (fermentar), per segona vegada, a un lloc temperat fins que dobli el seu volum. Després es cou al forn calent, a foc mitjà, fins que sigui cruixent. Es treu del forn i quan refreda se la salpica amb sucre en pols.

## Variacions
La recepta de base, sense cap altra guarnició és més freqüent a Mallorca. Tot i això, va inspirar moltes variacions, segons la temporada o la inspiració del cuiner. Pels darrers dies se'n fan de llescades, amb sobrassada i carbassat. A tot temps es troba farcida de cabell d'àngel, nata, torró o crema, o a la darreria de la primavera a la temporada dels albercocs. Quan és grossa sol anar farcida, les petites individuals són més aviat de pasta sola o amb crema per damunt. A la temporada dels albercocs a la darreria de la primavera se'n fan amb aquesta fruita.
Tradicionalment es podien trobar amb cabell d'àngel o sense i variants recobertes de xocolata, o d'albercoc i sobrassada i farcides de nata i xocolata, crema d'avellana o crema pastissera. Se'n fan de diferents mides fins a les més petites que es prenen com a alternativa del croissant.
Amb fils gruixuts de pasta trenada se'n poden en forma de trena amb tres cordills entrunyellats i dos cordills entorcillats

## En la literatura
A la novel·la Clovis Dardentor (1895), Jules Verne descriu com els protagonistes, després de passar un dia a Palma, tornen al vaixell amb diversos paquets amb ensaïmades, en un precedent de la pràctica actual molt comuna entre els turistes d'emportar-se una ensaïmada a l'avió.
Josep Pla en va dir que és «la cosa més lleugera, aèria i delicada de la rebosteria d'aquest país». Santiago Rusiñol, que va incloure un «Elogi de l’ensaïmada» en el seu llibre L’illa de la calma.